# Актин
Актин — глобулярный белок, из которого образованы микрофиламенты — один из основных компонентов цитоскелета эукариотических клеток. Актин состоит из 376 аминокислотных остатков, с молекулярной массой около 42 кДа диаметром 4—9 нм. Имеет 2 формы: мономерную G-актин и полимеризованную форму (F-актин). Вместе с белком миозином образует основные сократительные элементы мышц — актомиозиновые комплексы саркомеров. Присутствует в основном в цитоплазме, но в небольшом количестве также найден в ядре клетки.

## Классы

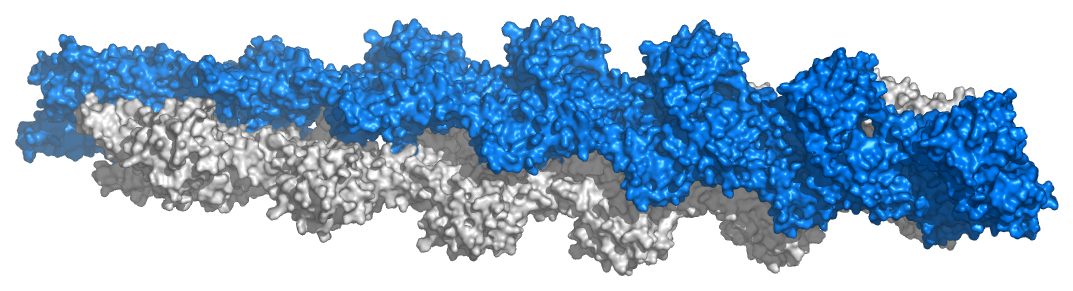
F-актин; модель актинового микрофиламента, показаны 13 субъединиц

- α-актинин изоформа
- β-актинин изоформа
- γ-актинин изоформа

## Функции
1. Формирует клеточный цитоскелет, создавая механическую поддержку.
2. Принимает участие в миозин-независимом изменении формы клетки и клеточном движении.
3. В мышечных клетках актин вместе с миозином создает комплекс, участвующий в сокращении мышцы.
4. В немышечных клетках принимает участие в транспортировке миозином везикул и органелл[1].
5. Деление клеток и цитокинез

## G-актин
Изображения  электронного микроскопа показали, что G-актин имеет шаровидную структуру; однако рентгеновская кристаллография показала, что каждая из этих глобул состоит из двух долей, разделенных желобком. Эта структура представляет собой «ATPase fold», которая является центром ферментативного катализа, который связывает АТФ и Mg2+, и гидролизует первую до АДФ и органического фосфата. Эта складка является консервативной структурой, который также встречается в других белках. G-актин функционирует только тогда, когда он содержит либо АДФ, либо АТФ в его желобке, но форма, связанная с АТФ, преобладает в клетках, когда актин присутствует в мономерном виде. 

### Первичная структура
Содержит 374 аминокислотных остатка. Его N-конец сильно кислый и начинается с ацетилированного аспартата в его аминогруппе, тогда как С-конец является щелочным и образован фенилаланином, которому предшествует цистеин.

### Третичная структура - домены
Третичная структура образована двумя доменами, известными как большой и малый, которые отделены друг от друга желобком. Ниже этого есть более глубокая вырезка, называемая «канавкой». Обе структуры имеют сопоставимую глубину.
В топологических исследованиях показано, что белок с наибольшим доменом с левой стороны и наименьшим доменом с правой стороны. В этом положении меньший домен, в свою очередь, разделен на два: субдомен I (нижнее положение, остатки 1-32, 70-144 и 338-374) и субдомен II (верхнее положение, остатки 33-69). Более крупный домен также разделен на два: субдомен III (нижний, остатки 145—180 и 270—337) и субдомен IV (выше, остатки 181—269). Открытые области субдоменов I и III называются «зазубренными» концами, а обнаженные области доменов II и IV называются «заостренными» концами.

## F-актин
Классическое описание F-актина утверждает, что он имеет нитчатую структуру, которая может рассматриваться либо как одноцепочечная левая спираль с вращением 166° вокруг спиральной оси и осевым сдвигом 27,5 Å, либо как одноцепочечная правая спираль с перекрёстным интервалом 350—380 Å, причем каждая молекула актина окружена четырьмя другими.  Симметрия актинового полимера при 2,17 субъединицах на оборот спирали несовместима с образованием кристаллов, что возможно только при симметрии ровно 2, 3, 4 или 6 субъединиц за оборот.
Полагают, что полимер F-актина имеет структурную полярность из-за того, что все субъединицы микрофиламента указывают на один и тот же конец. Это приводит к соглашению об названиях: конец, который обладает субъединицей актина, у которого есть сайт связывания АТФ, называется «минус-концом», тогда как противоположный конец, где расщелина направлена на другой соседний мономер, называется «плюс-концом». Термины «заостренный» и «зазубренный», относящиеся к двум концам микрофиламентов, вытекают из их внешнего вида при просвечивающей электронной микроскопии, когда образцы исследуются по методу подготовки, называемому «украшением». Этот миозин образует полярные связи с актиновыми мономерами, что приводит к конфигурации, которая похожа на стрелы с перфорацией вдоль его вала, где вал является актином, а флетхинг - миозином. Следуя этой логике, конец микрофиламента, который не имеет выступающего миозина, называется точкой стрелки (- конец), а другой конец называется колючим концом (+ конец) . S1-фрагмент состоит из доменов головы и шеи миозина II. В физиологических условиях G-актин (мономерная форма) трансформируется в F-актин (полимерная форма) с помощью ATP, где роль АТФ является существенной.
Процесс формирования полимерного актина, называемого F-актином, включает связывание мономерного G-актина с молекулой AТФ в присутствии ионов Mg2+, Ca2+, формирование стабильных актиновых олигомеров и глобул, формирование отдельных полимерных нитей актина и их ветвления. В результате происходит образование органического фосфата и молекулы АДФ. Актиновые микрофиламенты образуются путем спирального закручивания двух нитей F-актина, внутри которых молекулы актина связаны между собой нековалентными связями
У каждого такого микрофиламента есть два конца, которые различаются по своим свойствам: к одному (он называется плюс-конец) мономеры актина присоединяются, а от другого (минус-конец) — диссоциируют. Соотношение скоростей присоединения и диссоциации мономеров актина определяет, удлиняется филамент или укорачивается.